# OmpA
OmpA (z ang. Outer membrane protein A) – białko strukturalne, transbłonowe (śródbłonowe) błony zewnętrznej u bakterii Gram-ujemnych o masie cząsteczkowej 35 kDa. N-koniec tej proteiny skierowany jest na zewnątrz komórki, a C-koniec połączony jest z peptydoglikanem. Stanowi receptor dla faga Tuπ.